# Kaunitz
Kaunitz er en adelslægt fra Mähren
Wenzel Anton von Kaunitz, der var kansler og udenrigsminister i de Habsburgske Arvelande fra 1753 til 1792, hørte til slægten.